# Kimi no Na wa

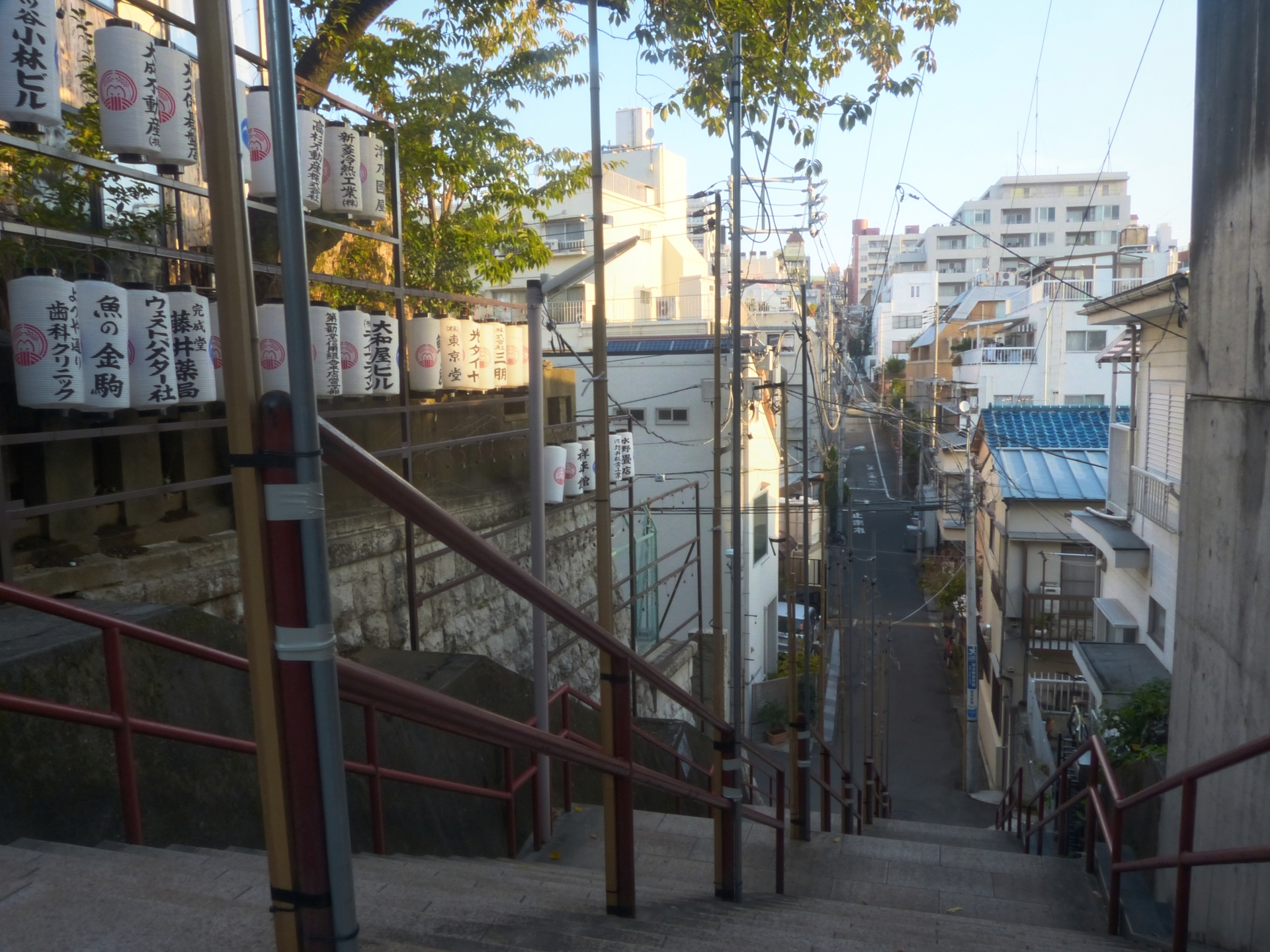
Escadaria Suga-jinja em Shinjuku, um dos locais utilizados no filme.

Kimi no Na wa (君の名は。, lit. "Teu Nome"), lançado no Ocidente como Your Name, é um filme de anime japonês, realizado e escrito por Makoto Shinkai, animado pelo estúdio CoMix Wave Films e distribuído pela Tōhō. O desenho das personagens foi realizado por Masayoshi Tanaka e a banda sonora foi composta pela banda Radwimps. Foi exibido na convenção de animé Anime Expo a 3 de julho de 2016 em Los Angeles, na Califórnia e estreou-se no Japão a 26 de agosto do mesmo ano. Um romance homónimo escrito por Makoto Shinkai que inspirou o filme, foi publicado a 18 de junho de 2016. Na Anime Expo, os direitos de distribuição do filme na América do Norte foram adquiridos pela Funimation. No Brasil, o mangá foi anunciado pela Editora JBC, e o filme anunciado, com estreia em 11 de outubro nos cinemas brasileiros. Apenas a rede de cinemas Cinemark exibiu o filme no Brasil, em 35 salas e sessão única. No Brasil, em 2025, o filme será lançado em blu-ray em uma edição especial de colecionador pela Obras-Primas do Cinema. 

## Enredo
Mitsuha é uma garota do ensino médio que mora na cidade de Itomori, na região montanhosa de Hida, Japão. Entediada com a vida no campo, deseja ter uma vida mais agitada, querendo mudar-se para Tóquio.  Com sua avó e irmã mais nova, ela faz kuchikamizake saquê e o leva como oferenda ao túmulo da família em uma montanha fora da cidade.
Taki, um garoto do ensino médio que vive em Tóquio, começa a trocar de corpo com Mitsuha por várias vezes. Eles percebem que isso não é um sonho quando seus amigos e familiares dizem que eles agiram muito estranhamente recentemente. Um dia, ambos decidem começar a se comunicar, deixando bilhetes. Um dia as trocas param causando curiosidade em Taki sobre o motivo, motivando-o a procurar sobre o povoado de Mitsuha, o que o leva a uma terrível descoberta, que o motiva a ir mais a fundo em suas pesquisas.

## Elenco
| Personagem            | Vozes              | Vozes              |
| Personagem            | Japão              | Brasil             |
| --------------------- | ------------------ | ------------------ |
| Taki Tachibana        | Ryunosuke Kamiki   | Ítalo Luiz         |
| Mitsuha Miyamizu      | Mone Kamishiraishi | Michelle Giudice   |
| Miki Okudera          | Masami Nagasawa    | Samira Fernandes   |
| Hitoha Miyamizu       | Etsuko Ichihara    | Rosa Maria Baroli  |
| Katsuhiko Teshigawara | Ryo Narita         | Glauco Marques     |
| Sayaka Natori         | Aoi Yūki           | Flora Paulita      |
| Tsukasa Fujii         | Nobunaga Shimazaki | Diogo Marques      |
| Shinta Takagi         | Kaito Ishikawa     | Diego Lima         |
| Yotsuha Miyamizu      | Kanon Tani         | Isabella Guarnieri |
| Toshiki Miyamizu      | Masaki Terasoma    | Luiz Antônio Lobue |
| Futaha Miyamizu       | Sayaka Ohara       | Cássia Bisceglia   |
| Yukari Yukino         | Kana Hanazawa      | Tatiane Keplmair   |

## Personagens
Mitsuha Miyamizu
Mitsuha Miyamizu (宮水 三葉, Miyamizu Mitsuha) é uma adolescente de 17 anos de idade vivendo em uma pequena cidade rural chamada Itomori. Ela é parte do altar de sua família e participa de todas as antigas tradições de ser uma mestra do altar junto com sua irmã mais nova. O desgosto de sua cidade natal, problemas com o altar de sua família, e problemas com seu pai fazem Mitsuha querer viver como um garoto bonito em Tóquio. Seu desejo será parcialmente garantido, como ela irá começar a trocar a trocar de corpo com Taki Tachibana. Ela é a protagonista feminina do filme.
Taki Tachibana
Taki Tachibana (立花 瀧, Tachibana Taki) é um garoto de 17 anos de idade que está no ensino médio e vive na cidade de Tóquio. No seu dia a dia ele gasta seu tempo saindo com seus amigos e trabalhando em um restaurante italiano, esperando por um futuro em arquitetura ao mesmo tempo. Seu estilo de vida ocupado muda quando ele começa a trocar de corpo com uma garota que mora numa pequena cidade rural, chamada Mitsuha Miyamizu. Taki é o protagonista masculino do filme.
Miki Okudera
Miki Okudera (奥寺 ミキ, Okudera Miki), chamada geralmente de Okudera-senpai, é uma das colegas do Taki e trabalha no mesmo restaurante italiano do que ele, era interesse romântico do Taki na primeira parte do filme. Mas no fim ela se mostra como uma casamenteira.
Yotsuha Miyamizu
Yotsuha Miyamizu (宮水 四葉, Miyamizu Yotsuha) é a irmã mais nova da Mitsuha. Ela vive junto com sua avó, Hitoha. Yotsuha ajuda no altar da sua família fazendo varias cerimônias junto com sua irmã mais velha.
Sayaka Natori
Sayaka Natori (名取 早耶香, Natori Sayaka) é uma amiga próxima de Mitsuha e Tessie. Ela é uma garota quieta e gentil que é também um membro do clube de audiovisual na sua escola de ensino médio. Ela é a personagem secundária do filme.
Tsukasa Fujii
Tsukasa Fujii (藤井 司, Fujii Tsukasa) é um dos amigos do Taki. Ele está geralmente preocupado com Taki toda vez que Mitsuha toma controle de seu corpo. Quando Taki estava no seu corpo original nas primeiras vezes que ele e Mitsuha trocaram de corpo, Mitsuha chamou Fujii de Bonito. No final ele está noivo da Miki Okudera.
Toshiki Miyamizu
Toshiki Miyamizu (宮水 俊樹, Miyamizu Toshiki) é o pai da Mitsuha e da Yotsuha. Depois da morte de sua esposa Futaba, ele rejeitou o templo Miyamizu e suas tradições para focar em sua carreira politica. Ele é apresentado como um homem muito ocupado e vira o prefeito de Itomori dois anos depois da morte de sua esposa.
Katsuhiko Teshigawara
Katsuhiko Teshigawara (勅使河原 克彦, Teshigawara Katsuhiko) é um amigo próximo de Mitsuha. Ele, junto com Sayaka, foram as únicas pessoas que ajudaram Mitsuha com seu plano de salvar as pessoas da cidade do cometa.
Futaba Miyamizu
Futaba Miyamizu (宮水 二葉, Miyamizu Futaba) era a esposa do Toshiki e mãe da Mitsuha e Yotsuha. Ela também era filha da Hitoha. Ela era a mestre do altar para as tradições da família Miyamizu, e uma mãe e esposa muito amada, mas infelizmente acabou morrendo jovem.
Hitoha Miyamizu
Hitoha Miyamizu (宮水 一葉, Miyamizu Hitoha) é a cabeça do templo da família e a avó de Mitsuha e Yotsuha. Depois da morte de sua filha, Futaba (mãe da Mitsuha e Yotsuha), ela decidiu criar Mitsuha e Yotsuha por conta própria. Ela parece ter noção do trocamento de corpo de Mitsuha com o Taki, apontando que Mitsuha está sonhando quando na verdade é Taki no corpo da Mitsuha. Ela também alega ter experimentado algo similar na sua juventude, mas ele esqueceu o conteúdo de seus "sonhos", e implica que a mãe da Mitsuha talvez tenha experimentado algo parecido.
Yukari Yukino
Yukari Yukino (雪野 百香里, Yukino Yukari) é uma professora de literatura da escola de ensino médio de Itomori. Ela também apareceu no filme de 2013, O Jardim das Palavras onde era a protagonista e também professora de literatura.
Shinta Takagi
Shinta Takagi (高木 真太, Takagi Shinta) é um dos amigos próximos de Taki. Ele é otimista e sempre vai salvar seus amigos. Ele, junto com Tsukasa, apareceu primeiramente no filme quando Mitsuha (no corpo do Taki) ouviu eles chamando para almoçar.

## Música
Yojiro Noda, o vocalista líder da banda Radwimps, compôs a música tema de Your Name. O diretor Shinkai pediu a ele para compor a música "de uma maneira que a música (complementa) o diálogo ou monólogo dos personagens". Your Name contém as seguintes canções realizada pela banda Radwimps:
- "Yumetōrō" (夢灯籠, Yumetōrō, lit. "Lanterna do Sonhos")
- "Zenzenzense" (前前前世, Zenzenzense, lit. "Vida Passada Passada Passada")
- "Sparkle" (スパークル, Supākuru)
- "Nandemonaiya" (なんでもないや, Nandemonaiya, lit. "Não é nada")

A trilha sonora do filme foi bem recebida tanto pelo público quanto pela crítica e é reconhecido como sendo um dos fatores por trás de seu sucesso nas bilheterias. A trilha sonora do filme foi a segunda colocada na categoria "Melhor Trilha Sonora" de 2016, enquanto que a canção Zenzenzense foi a segunda colocada na categoria "Melhor Música Tema".

### Álbum
Kimi no na Wa. é o oitavo álbum de estúdio da banda de rock Radwimps lançado no dia 24 de agosto de 2016 pela Universal Music Japan, 2 dias antes da estreia do filme. As trilhas foram regravadas em inglês e ficou disponível digitalmente no dia 27 de janeiro de 2017 com um lançamento do CD em 10 de março de 2017.
| Lista de faixas |                                                                     |         |  |
| N.º             | Título                                                              | Duração |  |
| 1.              | "Yume Tōrō (夢灯籠, "Dream Lantern")"                               | 2:09    |  |
| 2.              | "Mitsuha no Tsūgaku (三葉の通学, "School Road")"                    | 1:07    |  |
| 3.              | "Itomori Kōkō (糸守高校, "Itomori High School")"                    | 1:48    |  |
| 4.              | "Hajimete no Tōkyō (はじめての、東京, "First View of Tokyo")"       | 1:16    |  |
| 5.              | "Akogare Cafe (憧れカフェ, "Cafe At Last")"                         | 1:29    |  |
| 6.              | "Okudera Senpai no Tēma (奥寺先輩のテーマ, "Theme of Ms. Okudera")" | 2:06    |  |
| 7.              | "Futari no Ihen (ふたりの異変, "Unusual Changes of Two")"           | 2:36    |  |
| 8.              | "Zenzenzense (前前前世 (movie ver.))"                               | 4:44    |  |
| 9.              | "Goshintai (御神体)"                                                | 3:24    |  |
| 10.             | "Dēto (デート, "Date")"                                             | 4:03    |  |
| 11.             | "Akimatsuri (秋祭り, "Autumn Festival")"                            | 1:06    |  |
| 12.             | "Kioku o Yobiokosu Taki (記憶を呼び起こす瀧, "Evoking Memories")"   | 1:40    |  |
| 13.             | "Hida Tanbō (飛騨探訪, "Visit to Hida")"                            | 1:29    |  |
| 14.             | "Kieta Machi (消えた町, "Disappeared Town")"                        | 1:55    |  |
| 15.             | "Toshokan (図書館, "Library")"                                      | 1:42    |  |
| 16.             | "Ryokan no Yoru (旅館の夜, "Night at the Inn")"                     | 1:29    |  |
| 17.             | "Goshintai e Futatabi (御神体へ再び, "Again to Goshintai")"         | 2:21    |  |
| 18.             | "Kuchikamizake Torippu (口噛み酒トリップ, "Kuchikamizake Trip")"    | 2:55    |  |
| 19.             | "Sakusen Kaigi (作戦会議, "Council of War")"                        | 2:20    |  |
| 20.             | "Chō Chō Settoku (町長説得, "Persuading Mayor")"                    | 2:45    |  |
| 21.             | "Mitsuha no Tēma (三葉のテーマ, "Theme of Mitsuha")"                | 4:02    |  |
| 22.             | "Mienai Futari (見えないふたり, "Unseen Two")"                      | 0:50    |  |
| 23.             | "Katawaredoki (かたわれ時)"                                         | 2:47    |  |
| 24.             | "Supākuru (スパークル (movie ver.), "Sparkle")"                     | 8:54    |  |
| 25.             | "Dēto 2, (デート2, "Date 2")"                                       | 2:09    |  |
| 26.             | "Nandemonaiya (なんでもないや (movie edit.))"                       | 3:15    |  |
| 27.             | "Nandemonaiya (なんでもないや (movie ver.))"                        | 5:44    |  |
| Duração total:  | Duração total:                                                      | 1:12:05 |  |

| Your Name — US Deluxe Edition (Disc 1) |                                |         |  |
| N.º                                    | Título                         | Duração |  |
| 1.                                     | "Dream lantern (English ver.)" | 2:12    |  |
| 2.                                     | "School road"                  | 1:08    |  |
| 3.                                     | "Itomori High School"          | 1:52    |  |
| 4.                                     | "First view of Tokyo"          | 1:20    |  |
| 5.                                     | "Cafe at last"                 | 1:32    |  |
| 6.                                     | "Theme of Ms. Okudera"         | 2:07    |  |
| 7.                                     | "Unusual changes of two"       | 2:37    |  |
| 8.                                     | "Zenzenzense (English ver.)"   | 4:39    |  |
| 9.                                     | "Goshintai"                    | 3:28    |  |
| 10.                                    | "Date"                         | 4:06    |  |
| 11.                                    | "Autumn festival"              | 1:08    |  |
| 12.                                    | "Evoking memories"             | 1:43    |  |
| 13.                                    | "Visit to Hida"                | 1:33    |  |
| 14.                                    | "Disappeared town"             | 1:56    |  |
| 15.                                    | "Library"                      | 1:44    |  |
| 16.                                    | "The night inn"                | 1:34    |  |
| 17.                                    | "Again to Goshintai"           | 2:23    |  |
| 18.                                    | "Kuchikamizake trip"           | 2:55    |  |
| 19.                                    | "Council of war"               | 2:24    |  |
| 20.                                    | "Persuading mayor"             | 2:49    |  |
| 21.                                    | "Theme of Mitsuha"             | 4:06    |  |
| 22.                                    | "Unseen two"                   | 0:53    |  |
| 23.                                    | "Katawaredoki"                 | 2:50    |  |
| 24.                                    | "Sparkle (English ver.)"       | 6:52    |  |
| 25.                                    | "Date 2"                       | 2:09    |  |
| 26.                                    | "Nandemonaiya (English ver.)"  | 5:43    |  |
| Duração total:                         | Duração total:                 | 67:40   |  |

| Your Name — US Deluxe Edition (Disc 2) |                             |         |  |
| N.º                                    | Título                      | Duração |  |
| 1.                                     | "Dream lantern"             | 2:10    |  |
| 2.                                     | "Zenzenzense (movie ver.)"  | 4:45    |  |
| 3.                                     | "Sparkle (movie ver.)"      | 8:55    |  |
| 4.                                     | "Nandemonaiya (movie ver.)" | 5:44    |  |
| Duração total:                         | Duração total:              | 21:34   |  |

## Recepção
Na semana de estreia, Kimi no Na wa. foi o filme mais visto na bilheteira japonesa, tendo arrecadado novecentos e trinta milhões de ienes na receita, com seiscentas e oitenta e oito mil entradas. Em três dias, o filme faturou um bilhão, duzentos e setenta e sete milhões, novecentos e sessenta mil ienes (¥ 1 277 960 000). Na segunda semana, esteve novamente em primeiro lugar com um total de oitocentos e sessenta e sete mil e trezentos e quarenta e cinco espectadores (867 345) e um bilhão, cento e sessenta milhões, novecentos e nove mil e quinhentos ienes (¥ 1 160 909 500).

## Reconhecimentos
| Ano  | Prémios                                          | Categorias                                                            | Destinatários e nomeados | Resultado | Referências |
| ---- | ------------------------------------------------ | --------------------------------------------------------------------- | ------------------------ | --------- | ----------- |
| 2016 | 49.º Sitges Film Festival                        | Melhor Longa-Metragem de Animação                                     | Kimi no Na wa            | Venceu    | [ 16 ]      |
| 2016 | 60.º BFI London Film Festival                    | Melhor Filme                                                          | Kimi no Na wa            | Indicado  | [ 17 ]      |
| 2016 | 18.º Bucheon International Animation Festival    | Prêmio Distinção Especial de Melhor Filme de Animação                 | Kimi no Na wa            | Venceu    |             |
| 2016 | 18.º Bucheon International Animation Festival    | Prêmio de Melhor Animação do Público                                  | Kimi no Na wa            | Venceu    |             |
| 2016 | 29.º Tokyo International Film Festival           | Prêmio Arigatō                                                        | Makoto Shinkai           | Venceu    | [ 18 ]      |
| 2016 | 6.º Newtype Anime Awards                         | Melhor Foto (Filme)                                                   | Kimi no Na wa            | Venceu    | [ 19 ]      |
| 2016 | 6.º Newtype Anime Awards                         | Melhor Trilha Sonora                                                  | Kimi no Na wa            | Vice      | [ 19 ]      |
| 2016 | 6.º Newtype Anime Awards                         | Melhor Categoria de Música Tema                                       | ZenZenZense              | Vice      | [ 19 ]      |
| 2016 | 41.º Hochi Film Award                            | Melhor Foto                                                           | Kimi no Na wa            | Indicado  |             |
| 2016 | 29.º Nikkan Sports Film Award                    | Melhor Filme                                                          | Kimi no Na wa            | Indicado  |             |
| 2016 | 29.º Nikkan Sports Film Award                    | Melhor Diretor                                                        | Makoto Shinkai           | Venceu    |             |
| 2016 | 2016 Los Angeles Film Critics Association Awards | Melhor Filme Animado                                                  | Kimi no Na wa            | Venceu    | [ 20 ]      |
| 2016 | Women Film Critics Circle 2016                   | Melhor Animação Feminina                                              | Kimi no Na wa            | Indicado  | [ 21 ]      |
| 2017 | 20.º Japan Media Arts Festival                   | Grande Prêmio da Divisão de Animação                                  | Kimi no Na wa            | Venceu    | [ 22 ]      |
| 2017 | 44.º Annie Awards                                | Melhor Longa-Metragem Animado — Independente                          | Kimi no Na wa            | Indicado  | [ 23 ]      |
| 2017 | 44.º Annie Awards                                | Conquista Incrível, Direção de uma Produção de Longa-Metragem Animada | Makoto Shinkai           | Indicado  | [ 23 ]      |
| 2017 | 21.º Satellite Awards                            | Melhor Animação ou Mídia Mista                                        | Kimi no Na wa            | Indicado  | [ 24 ]      |
| 2017 | 71.º Mainichi Film Awards                        | Melhor Filme Animado                                                  | Kimi no Na wa            | Venceu    |             |
| 2017 | 59.º Blue Ribbon Awards                          | Melhor Filme                                                          | Kimi no Na wa            | Indicado  |             |
| 2017 | 59.º Blue Ribbon Awards                          | Melhor Diretor                                                        | Makoto Shinkai           | Indicado  |             |
| 2017 | 59.º Blue Ribbon Awards                          | Prêmio Especial                                                       | Kimi no Na wa            | Venceu    |             |
| 2017 | 40.º Japan Academy Prize                         | Animação Excelente do Ano                                             | Kimi no Na wa            | Venceu    |             |
| 2017 | 40.º Japan Academy Prize                         | Animação do Ano                                                       | Kimi no Na wa            | Indicado  |             |
| 2017 | 40.º Japan Academy Prize                         | Diretor do Ano                                                        | Makoto Shinkai           | Indicado  |             |
| 2017 | 40.º Japan Academy Prize                         | Roteiro do Ano                                                        | Makoto Shinkai           | Venceu    |             |
| 2017 | 40.º Japan Academy Prize                         | Conquista Notável na Música                                           | Radwimps                 | Venceu    |             |
| 2017 | 36.º Anima Festival                              | Prêmio do Público de Melhor Longa-Metragem de Animação                | Kimi no Na wa            | Venceu    | [ 25 ]      |
| 2017 | 11.º Seiyu Awards                                | Melhor Ator                                                           | Ryunosuke Kamiki         | Venceu    |             |
| 2017 | 11.º Seiyu Awards                                | Melhor Atriz                                                          | Mone Kamishiraishi       | Venceu    |             |
| 2017 | 11.º Seiyu Awards                                | Prêmio Sinergia                                                       | Kimi no Na wa            | Venceu    |             |
| 2017 | 11.º Asia Pacific Screen Awards                  | Melhor Filme Animado em Longa Metragem                                | Kimi no Na wa            | Indicado  | [ 26 ]      |
| 2017 | 7.º AACTA Awards                                 | Melhor Filme Asiático                                                 | Kimi no Na wa            | Indicado  | [ 27 ]      |
| 2017 | San Francisco Film Critics Circle Awards 2017    | Melhor Longa-Metragem Animado                                         | Kimi no Na wa            | Indicado  | [ 28 ]      |
| 2018 | 44.º Saturn Awards                               | Melhor Filme Animado                                                  | Kimi no Na wa            | Indicado  | [ 29 ]      |
| 2018 | Crunchyroll Anime Awards                         | Melhor Filme                                                          | Kimi no Na wa            | Venceu    |             |

## Adaptações

### Livros
Uma adaptação em livro escrito por Makoto Shinkai foi lançado no Japão pela editora Kadokawa no dia 18 de junho de 2016, um mês antes da estreia do filme. A partir de setembro de 2016, o livro vendeu mais de 1,029,000 cópias. Um guia visual oficial foi também lançado. O livro vendeu mais 1.3 milhões de cópias, enquanto que o livro e o guia visual vendeu mais de 2.5 milhões de cópias combinadas.
No Brasil, o livro foi lançado oficialmente em 2 de outubro de 2018 e publicado pela editora Verus.
| Título    | Data de lançamento original | Data de lançamento no Brasil |
| --------- | --------------------------- | ---------------------------- |
| Your Name | 18 de junho de 2016         | 2 de outubro de 2018         |

### Mangá
Uma versão em mangá também foi escrita por Makoto Shinkai e ilustrado por Ranmaru Kotone. O mangá foi licenciado pela editora JBC para o lançamento no Brasil com o primeiro volume lançado em 17 de agosto de 2017.
| Nº | Data de lançamento original | ISBN Original     | Data de lançamento no Brasil | ISBN brasileiro |
| -- | --------------------------- | ----------------- | ---------------------------- | --------------- |
| 1  | 23 de agosto de 2016        | 978-4-0406-8509-0 | 17 de agosto de 2017         | 978-8545703082  |
| 2  | 23 de dezembro de 2016      | 978-4-0406-8591-5 | 17 de outubro de 2017        | 978-8545703099  |
| 3  | 22 de abril de 2017         | 978-4-0406-9170-1 | 22 de janeiro de 2018        | 978-8545703754  |

Uma edição em formato volume único do mangá foi lançado no Brasil no dia 23 de outubro de 2020 pela Editora JBC. Na Alemanha, a edição única foi lançada em 4 de outubro de 2019, licenciado pela Egmont Manga.
| Nº | Título                    | Data de lançamento    | ISBN           |
| -- | ------------------------- | --------------------- | -------------- |
| 1  | your name. Luxury Edition | 4 de outubro de 2019  | 978-3770459186 |
| 1  | Your Name Edição Única    | 23 de outubro de 2020 | 978-8545713609 |